# 藍二乗
「藍二乗」（あいにじょう）は日本のロックバンド・ヨルシカの楽曲。配信限定シングルとしてU&R recordsより2018年12月28日に各音楽配信サービスにてリリースされた。

## 概要
本楽曲は音楽を辞めることになった青年の葛藤を描いた歌詞が印象的なロックナンバーとなっている。また、本楽曲のタイトルである「藍二乗」の“藍”は虚数単位の“i”を示しており、n-bunaは“i”の2乗の−1で「君がいない」ということを表現したとインタビューで明かしている。
2018年12月27日、配信に先駆けて本楽曲のミュージックビデオがYouTube及びニコニコ動画にて公開された。監督は映像クリエイターのぽぷりかが担当している。
2018年12月28日0時より本楽曲の配信が開始された。
2019年2月1日、1stフルアルバム『だから僕は音楽を辞めた』のリリース決定とともに、本楽曲がアルバムの収録曲であることが発表された。

## 認定とセールス
|                                | 認定 (RIAJ) | 売上/再生回数      |
| ------------------------------ | ----------- | ------------------ |
| ダウンロード                   | 未公表      | -                  |
| ストリーミング                 | ゴールド    | 50,000,000* 回再生 |
| *認定のみに基づく売上/再生回数 |             |                    |

## 収録内容
| #  | タイトル   | 作詞・作曲 | 編曲   | 時間 |
| -- | ---------- | ---------- | ------ | ---- |
| 1. | 「藍二乗」 | n-buna     | n-buna | 4:08 |